# Ivor Broadis
Ivan Arthur "Ivor" Broadis (født 18. december 1922 i London, England, død 12. april 2019) var en engelsk fodboldspiller (angriber) og manager.
Broadis aktive karriere strakte sig fra 1942 til 1960. Blandt hans klubber kan nævnes Manchester United, Manchester City, Newcastle og Carlisle. Hos Newcastle var han i 1955 med til at vinde den engelske pokalturnering, FA Cuppen.
Broadis spillede desuden 14 kampe og scorede otte mål for det engelske landshold. Hans første landskamp var et opgør mod Østrig 28. november 1951, hans sidste en kamp mod Uruguay 26. juni 1954. Han var en del af det engelske hold der deltog ved VM i 1954 i Schweiz, og spillede alle landets tre kampe i turneringen. Han scorede undervejs to mål, begge i gruppekampen mod Belgien.

## Titler
FA Cup
- 1955 med Newcastle United